# Куузик, Эдгар-Йохан Людвигович

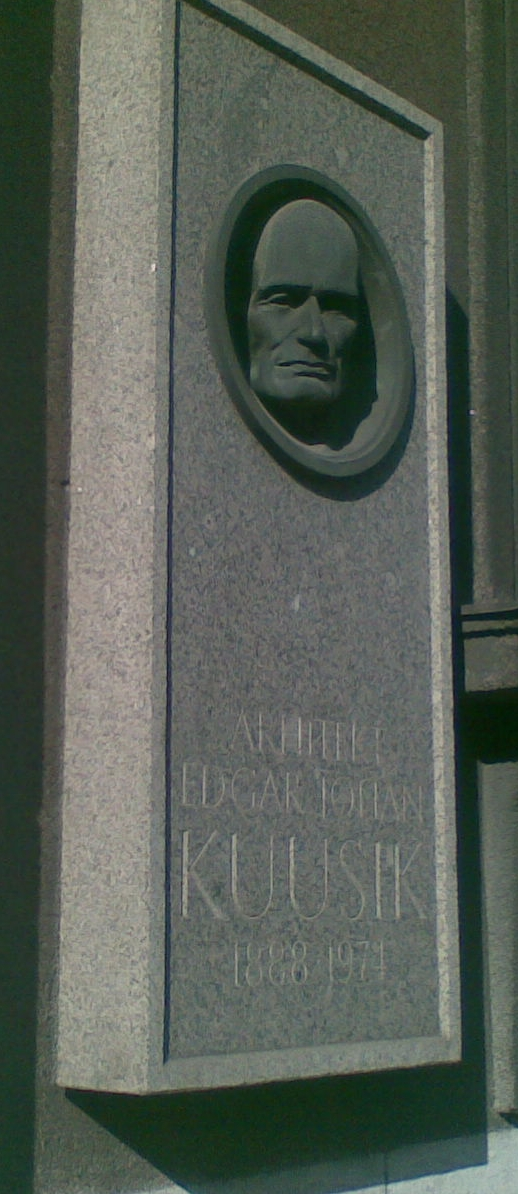
Мемориальная доска Эдгару-Йохану Куусику в Таллине

Э́дгар-Йо́хан Лю́двигович Ку́узик (эст. Edgar Johan Kuusik; 1888—1974) — эстонский архитектор, педагог и дизайнер мебели и интерьера.

## Биография

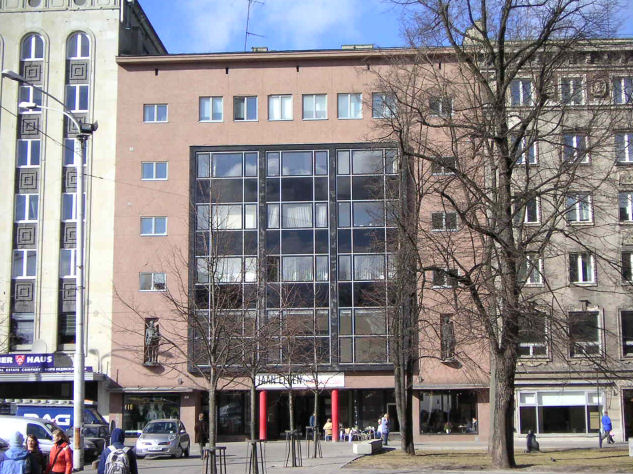
Дом искусств на площади Свободы

Родился в семье управляющего имением в округе Выру; место рождения — Валгъярве (эст. Valgjärve). Учился на архитектурном отделении Рижского политехнического института (1906—1914).
С 1918 по 1920 год участвовал в Эстонской войне за независимость.
В 1920—1922 годах он работал в управлении зданиями Министерства внутренних дел; в 1922—1937 годах был внештатным архитектором. В 1921 году он стал соучредителем Союза архитекторов Эстонии.
С 1944 по 1971 год преподавал в Эстонской академии художеств, с 1946 года в качестве профессора. С 1950 по 1952 год он был исключен из Союза архитекторов Эстонской ССР по политическим мотивам, но впоследствии восстановлен.
В 1962—1969 годах напечатал пять томов своих мемуаров.
Его архитектурный стиль можно охарактеризовать как сочетание барокко, традиционного искусства и экспрессионизма. Был превосходным акварелистом.
В 1928 году создал на таллинском Военном кладбище монумент павшим в Освободительной войне
Во второй половине 1940-х годов совместно с Алара Котли он выполнил проект разрушенного во время Второй Мировой войны здания театра «Эстония» — с сохранением оригинального фасада со стороны бульвара Эстония.

## Источник
- Edgar-Johan Kuusik «Mälestusi ja mõtisklusi» I—V (эст.)